# Svetlana Tjirkova
Svetlana Tširkova-Lozovaja, född den 5 november 1945 i Topner i Ryssland, är en sovjetisk fäktare.
Han tog OS-guld i damernas lagtävling i florett i samband med de olympiska fäktningstävlingarna 1972 i München.